# Ромодановская, Елена Константиновна
Еле́на Константи́новна Ромода́новская (6 марта 1937, Ленинград — 15 января 2013, Новосибирск) — советский и российский литературовед, директор Института филологии Сибирского отделения РАН (1998—2012), член-корреспондент РАН, профессор.

## Биография
Дочь анатома К. В. Ромодановского (1889—1968). В 1959 году окончила филологический факультет Ленинградского государственного университета. Уехала в Новосибирск, затем два года работала в отделе редкой книги научной библиотеки Томского университета.
С 1962 года — сотрудник отдела гуманитарных исследований Института экономики и организации промышленного производства Сибирского отделения АН СССР.
В 1964—1967 годах — в аспирантуре Института русской литературы в Ленинграде, занималась историей сибирского летописания. Кандидат филологических наук (1968, диссертация «Русская литература в Сибири первой пол. XVII в.»).
В 1970—1990 годах преподавала в Новосибирском университете, работала в Институте истории, филологии и философии СО АН СССР. В 1970 году в Уваровском собрании Государственного исторического музея она обнаружила подлинный текст «Синодика ермаковым казакам», который ранее был известен в более поздней Есиповской летописи. Доктор филологических наук (1988, диссертация «Повести о гордом царе в рукописной традиции XVII—XIX вв.»).
В 1990—1997 и 2001—2002 годах — профессор Новосибирского педагогического университета, в 1993—2005 годах — профессор Алтайского университета. В 1991—2006 годах работала главным научным сотрудником Института истории СО РАН; в 1991—1998 годах — заведующая сектором литературоведения, заместитель директора, в 1998—2012 годах — директор Института филологии СО РАН.
7 декабря 1991 года была избрана членом-корреспондентом РАН по Секции гуманитарных и общественных наук (русская литература). С 2002 года возглавляла редакцию «Сибирского филологического журнала».
Похоронена на Южном кладбище в Новосибирске.
Дочь — литературовед Варвара Ромодановская (род. 1969).

## Научная деятельность
Автор более 200 научных публикаций, в том числе 4 монографий, участвовала в качестве редактора в 8 коллективных трудах. Руководила созданием «Словаря сюжетов и мотивов русской литературы» (вышло 3 выпуска, 3-й — в двух частях). Являлась председателем диссертационного совета по сравнительному и общему языкознанию при Институте филологии, председателем Ученого совета Института, членом Комиссии по присуждению премий РАН им. Д. С. Лихачёва, членом редколлегии серий «Археография и источниковедение Сибири» и «Материалы к „Словарю сюжетов и мотивов русской литературы“». Руководила 14 аспирантами.
Основные научные труды Е. К. Ромодановской посвящены истории древнерусской литературы и культуры, источниковедению истории Сибири, проблемам сибирской литературы XVII века. Е. К. Ромодановская исследовала и публиковала памятники местного сибирского творчества, описала ряд сибирских рукописных коллекций (Тобольск, Томск), подготовила научное издание основной сибирской Есиповской летописи. Была одним из организаторов и участников первых археографических экспедиций в Сибири, разработала методологические принципы исследования региональных литератур средневекового периода, внесла вклад в теоретическое и текстологическое изучение древнерусской повествовательной прозы.
Значительный вклад внесла в фундаментальные издания Пушкинского Дома: десятитомник «Памятники литературы Древней Руси» и «Словарь книжников и книжности Древней Руси».

## Основные работы
- «Русская литература в Сибири первой пол. XVII в.: истоки русской сибирской литературы» (1973)
- «Повести о гордом царе в рукописной традиции XVII—XIX вв.» (1985)
- «Сибирские летописи» (1987, в сер. ПСРЛ; сост.)
- «Русская литература на пороге Нового времени: пути формирования русской беллетристики переходного периода» (1994)
- «Тобольский архиерейский дом в XVII в.» (1994, в соавт.)
- «Литературные памятники Тобольского архиерейского дома XVII в.» (1994, в соавт.)
- «Сибирь и литература. XVII в.» (2002)
- «Словарь-указатель сюжетов и мотивов русской литературы (экспериментальное издание). Вып. 1». (2-е изд. 2006; совм. с М. А. Бологовой, М. Н. Климовой, Е. К. Никаноровой и др.)
- «Римские Деяния на Руси: вопросы текстологии и русификации. Исследование и издание текстов» (2009)

В конце 2015 года в издательстве «Индрик» увидел свет двухтомник «Круги времен: В память Елены Константиновны Ромодановской», включивший изданные ранее статьи учёного, воспоминания коллег, друзей и родственников, а также научные работы, тематика которых отражает широкий круг интересов исследовательницы. Издание обильно иллюстрировано фотографиями из архива семьи Ромодановских.

## Награды и звания
Награждена орденами Дружбы (1999) и Почёта (2007), лауреат премии им. Д. С. Лихачёва РАН (2009).